# 私小說
私小說是二十世紀日本文學的一種特有體裁，有別於純正的本格小說。私小說的特點為取材於作者自身經驗，採取自我暴露的敘述法，自暴支配者的卑賤的心理景象，是一種寫實主義的風格，成為日本近代文學的主流。
一般認為1907年（明治40年）田山花袋的《蒲團》是私小說之始，平野謙認為，1913年（大正2年）近松秋江的《疑惑》和木村莊太的《牽引》確立了私小說的地位。與這些有明顯自我暴露性質的作品相對，類似志賀直哉《和解》的風格的小說的則稱為「心境小說」。
私小說離不開“自我”，而自我是則是私小說的創作核心，新思潮派的久米正雄稱之為“心境小說”。三島由紀夫的著名小說《假面的告白》就是一部自暴“同性戀傾向”的一部私小說，近期則有車谷長吉的《飆風》、柳美里的《命》等傑作。私小說曾在日本風靡一時，但因體材過於封閉而內縮，難有突破性的發展，近年來有沒落的現象。

## 著名私小说作者及作品
- 森鷗外：《半日》、
- 森茉莉：《奢侈貧窮》
- 夏目漱石：《道草（日语：道草 (小説)）》
- 田山花袋：《蒲團（日语：蒲団 (小説)）》、
- 德田秋声：、
- 島崎藤村：《春》、《家》、《新生（日语：新生 (小説)）》、《分配》
- 岩野泡鳴（日语：岩野泡鳴）：、
- 近松秋江（日语：近松秋江）：、
- 正宗白鳥：
- 森田草平（日语：森田草平）：
- 志賀直哉：《在城之崎》、
- 宮地嘉六（日语：宮地嘉六）：
- 加能作次郎（日语：加能作次郎）：
- 相馬泰三（日语：相馬泰三）：
- 谷崎潤一郎：、《食蓼虫（日语：蓼喰ふ虫）》
- 葛西善藏（日语：葛西善蔵）：、
- 室生犀星：、
- 藤澤清造（日语：藤澤清造）：
- 宇野浩二（日语：宇野浩二）：、
- 廣津和郎（日语：広津和郎）：、
- 佐藤春夫：、
- 瀧井孝作（日语：瀧井孝作）：《無限抱擁》、《松島秋色》
- 牧野信一（日语：牧野信一）：、
- 嘉村礒多（日语：嘉村礒多）：、
- 横光利一：、
- 宮本百合子：、
- 島田清次郎（日语：島田清次郎）：、
- 川端康成：《伊豆的舞孃》（伊豆の踊子）、
- 尾崎一雄（日语：尾崎一雄）：、
- 網野菊（日语：網野菊）：、
- 梶井基次郎：《檸檬》
- 川崎長太郎（日语：川崎長太郎）：、
- 中野重治：、
- 上林曉（日语：上林暁）：、
- 外村繁（日语：外村繁）：、
- 田畑修一郎（日语：田畑修一郎）：
- 島木健作（日语：島木健作）：
- 小林多喜二：
- 林芙美子：《放浪記》
- 木山捷平（日语：木山捷平）：、
- 太宰治：《津輕地方》、《富嶽百景》、
- 幸田文：、
- 丹羽文雄（日语：丹羽文雄）：《鮎》、《青麦》
- 原民喜：
- 和田芳惠（日语：和田芳恵）：、
- 耕治人（日语：耕治人）：、
- 石塚友二：《松風》
- 獅子文六：
- 井上靖：、
- 藤枝静男：、
- 大岡昇平：
- 中村光夫（日语：中村光夫）：
- 野口冨士男（日语：野口冨士男）：、
- 田宮虎彥（日语：田宮虎彦）：
- 小山清（日语：小山清）：
- 八木義德（日语：八木義徳）：、
- 檀一雄（日语：檀一雄）：、
- 島村利正（日语：島村利正）：、
- 田中英光（日语：田中英光）：、
- 青山光二（日语：青山光二）：
- 北条民雄（日语：北条民雄）：
- 梅崎春生（日语：梅崎春生）：《櫻島》（桜島）
- 直井潔（日语：直井潔）：《清流》
- 結城信一（日语：結城信一）：
- 島尾敏雄：、
- 小沼丹（日语：小沼丹）：
- 水上勉：《寺泊》
- 近藤啓太郎：《微笑》
- 安岡章太郎：、
- 古山高麗雄：
- 萩原葉子：3部作
- 庄野潤三：、
- 吉行淳之介：
- 中野孝次：
- 三島由紀夫：《假面的告白》（仮面の告白）
- 山口瞳：
- 吉村昭：
- 小川国夫：
- 色川武大：、
- 三浦哲郎：
- 高井有一：、
- 阿部昭：
- 大江健三郎：、
- 青野聰：
- 車谷長吉：、
- 中上健次：《岬》、《枯木灘》
- 津島佑子：、
- 立松和平（日语：立松和平）：《蜜月》
- 村上龍：《接近無限透明的藍》
- 胡桃澤耕史（日语：胡桃沢耕史）：
- 笙野賴子（日语：笙野頼子）：、
- 山田詠美：《做愛時的眼神》
- 勝目梓（日语：勝目梓）：
- 佐伯一麦（日语：佐伯一麦）：、
- 中川雅也：《東京鐵塔》（東京タワー）
- 西村賢太：、
- 柳美里（日语：柳美里）：《石泳魚（日语：石に泳ぐ魚）》、《命》4部作
- 村上春樹：《挪威的森林》
- 團鬼六『不貞の季節』
- 岡田睦『明日なき身』
- 又吉直樹『火花』
- 村田沙耶香『便利店人間』